# اوجی‌ال‌ای۲-تی‌آر-ال۹
اوجی‌ال‌ای۲-تی‌آر-ال۹ یک ستاره است که در صورت فلکی شاه‌تخته قرار دارد.